# Vízrajz

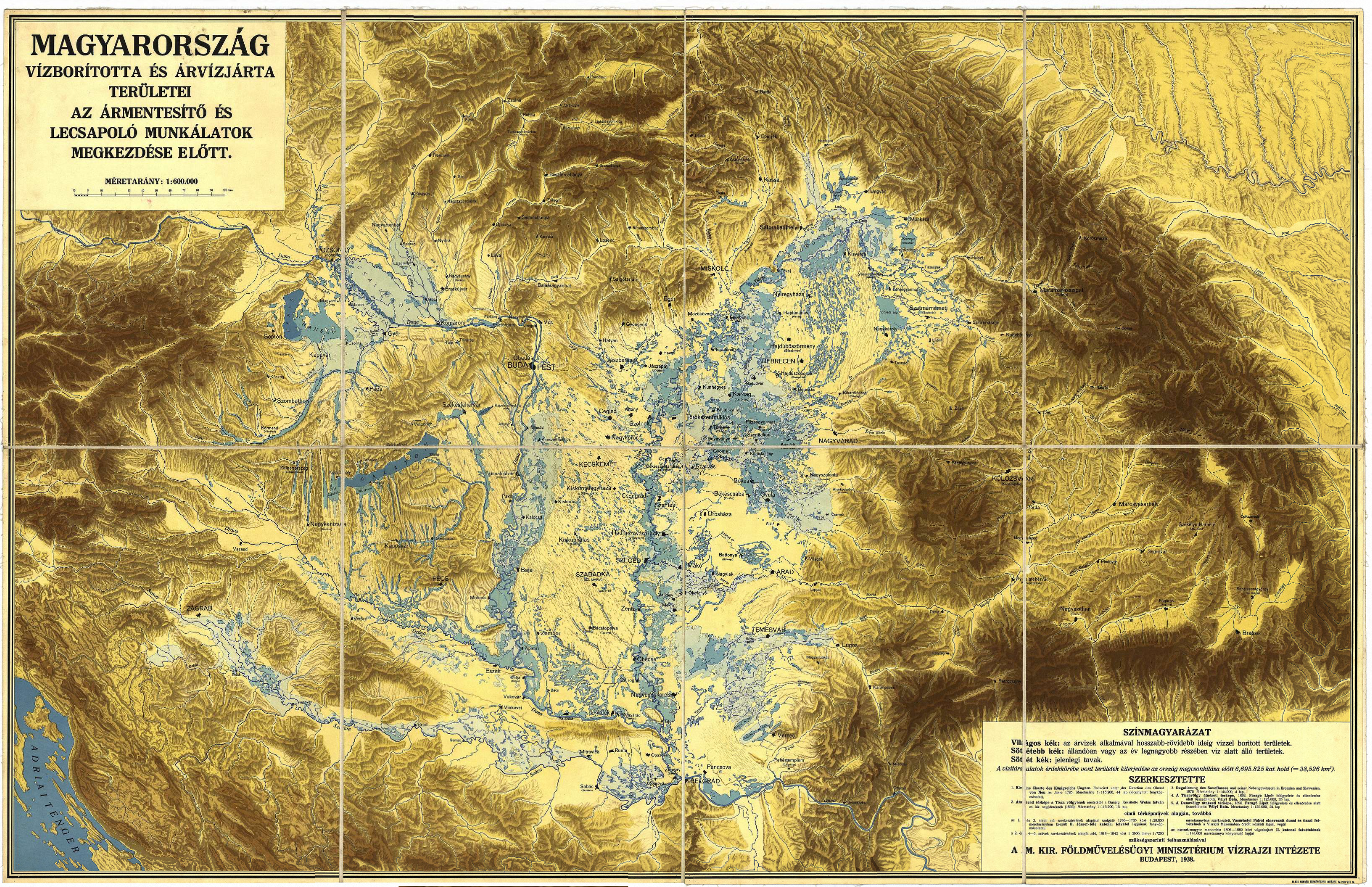
A Kárpát-medence vízrajza

A vízrajz vagy hidrográfia a térképen ábrázolásra kerülő felszíni vizek összességét jelenti a terület méretaránynak megfelelő mennyiségben. A vízrajz a három fő térképrajzi kategória közül a síkrajz része. Minimális vízrajzi ábrázolás, ha a területen jelen van, a tájékozódás szempontjából alapvető információt hordoz, ezért általában minden térképen szükséges.
Léteznek a térképen pont-szerű és vonalas vízrajzi elemek is, amelyeket megkülönböztetünk egymástól. A pontszerű vízrajzi elemek léteznek terepen és térképen is. Ezek például lehetnek források és ásott vagy fúrt kutak. Előbbiek egyben a vonalas megjelenésű vízrajzi elemeket is adják.
Topográfiai és tömegtérképek nagy részén a vízrajzot kék színnel ábrázoljuk. A kék szín alkalmazása a jel könnyebb értelmezése miatt szinte mindig jellemző, de nem kötelező.Leginkább tematikus térképeken előfordulhat, hogy a tematika jobb bemutathatósága miatt a vízrajz szürke vagy fekete színnel van ábrázolva. A tájfutó-térképek jelkulcsa a vízrajzi elemeit az átláthatóság miatt külön-külön jelöli.

## Pontszerű vízrajzi elemek
A Földön sok olyan kis méretű vízrajzi objektum van, amelyet a térképen pontra vonatkoztatott jellel ábrázolunk. Ezek az objektumok a terepen is általában kis-méretűek, ezért ábrázolásuk az 1:100 000-nél nagyobb közepes, és a nagy méretarányokban jellemző. Léteznek közöttük természetes és mesterséges elemek is. Az utóbbi az ember által kialakított tároló és vízellátást segítő objektumok; pl.: kutak, ciszternák, víztornyok.

## Vonalas vízrajzi elemek
A térképen a vonalas megjelenésű vízrajzi elemek legnagyobb százalékát a természetes vízfolyások teszik ki. Ezek a csermelyek, erek, patakok, folyók, folyamok. Ezek legtöbbje a térképen csupán egy keskeny vonal, de a nagyobb szélességű vízfolyások esetén a folyás mentén felülettel ábrázolt jellé alakul át. Több mesterséges vízrajzi elem is van, amely a vonalas vízrajz részét képezi pl.: a mesterségesen kialakított csatornák, felszínen követhető vízvezetékek, átereszek.

## Felületi vízrajzi elemek
A térképen előfordulnak felületként ábrázolt vízrajzi elemek is. Ezek leginkább a közel állandó mérettel rendelkező természetes vízfelületek, úgy, mint: tavak, tengerek, szélesebb folyók, holtágak vagy morotvák, de mesterséges eredetű tavak, víztározók, szélesebb csatornák, és nagy méretarányú térképeken akár a medencék is. Térképen általában jellegzetes, nagy kiterjedésű objektumok, amelyek esetében a felületként történő ábrázolhatóságnak a feltétele teljesül. A térképen 1 mm2 területnél kisebb területű, vagy 0,25 mm-nél kisebb szélességű vízfelületeket már nem felületként jelenítünk meg. Emiatt a kisebb szélességű vízfolyások esetén a folyás mentén a felületi ábrázolás vonalas jellé alakulhat át.